# Ozric Tentacles
Ozric Tentacles – brytyjski zespół grający instrumentalną muzykę psychodeliczną.
Grupa powstała 21 czerwca 1984 podczas Stonehenge Free Festival. W latach 80. zespół zyskał sporą popularność dzięki licznym występom na festiwalach (głównie dzięki festiwalowi odbywającemu się w Glastonbury).

## Dyskografia
- Erpsongs (1984)
- Tantric Obstacles (1985)
- Live Ethereal Cereal (1986) - album koncertowy
- There Is Nothing (1986)
- Sliding Gliding Worlds (1988)
- The Bits Between the Bits (1989)
- Pungent Effulgent (1989)
- Erpland (1990)
- Strangeitude (1991)
- Sploosh/Live Throbbe EP (1991)
- Afterswish (1992)
- Live Underslunky (1992) - album koncertowy
- Jurassic Shift (1993)
- Vitamin Enhanced (1994) - CD box zawierający pierwszych 6 kaset z nagraniami Ozric Tentacles
- Arborescence (1994)
- Become the Other (1995)
- Curious Corn (1997)
- Spice Doubt (1998) - album koncertowy
- Floating Seeds Remixed (1999)
- Waterfall Cities (1999)
- Swirly Termination (2000)
- The Hidden Step (2000)
- Pyramidion (2001) - mini-album
- Live at The Pongmasters Ball (2002) - album koncertowy/DVD
- Spirals In Hyperspace (2004)
- Eternal Wheel (The Best Of) (2004) - kompilacja
- The Floor's Too Far Away (2006)
- Sunrise Festival (2008) - album koncertowy/DVD
- The Yumyum Tree (2009)
- Paper Monkeys (2011)
- Introducting Ozric Tentacles (2013)
- Technicians of the Sacred (2015)
- Space for the Earth (2020)